# Jean-Pierre Calloc'h
Pour l’article homonyme, voir Jean-Pierre Calloch (ferry).
Jean-Pierre Hyacinthe Calloc'h né le 21 juillet 1888 à Groix et tombé au champ d'honneur le 10 avril 1917 est un poète breton de langue bretonne, et plus précisément en vannetais.

## Biographie
L'unique œuvre littéraire qui montre Jean-Pierre Calloc'h comme un des plus grands auteurs bretons est un recueil posthume de poèmes souvent mystiques, Ar en deulin (« À genoux », War an daoulin en KLT) publié par son ami Pierre Mocaer en 1921. Ce recueil comprend le célèbre poème Me zo ganet e kreiz ar mor (« Je suis né au milieu de la mer »).
Dans ces poèmes composés en grande partie au front, il exprime sa profonde foi chrétienne, l'amour de sa langue et ses sentiments politiques teintés d'autonomisme.
Fils d'un marin pêcheur (mort en octobre 1902), qu'il mentionne, ainsi que sa mère, dans le poème autobiographique Me zo ganet e kreiz ar mor (« Je suis né au milieu de la mer »), il désire d'abord devenir prêtre et entre au petit séminaire de Sainte-Anne-d'Auray en 1900, puis au grand séminaire de Vannes en octobre 1905. Il y a comme professeur l'abbé Jacques Le Maréchal, plus connu sous le pseudonyme de Blei Lann Vaus ou Bleiz Lannvau (1877-1948), prêtre et poète breton.
Il doit renoncer à sa vocation car ses deux sœurs et son frère cadet souffrent d'une maladie nerveuse. Or le droit canon interdisait alors la prêtrise à ceux dont un ascendant ou un proche est atteint d'une telle maladie. Il devient répétiteur dans différentes villes dont Paris.  Prenant pour pseudonyme son nom de barde Bleimor (« loup de mer », également requin en breton), il collabore à divers journaux régionalistes et autonomistes, dont Le Pays breton.
Le 12 octobre 1915, il écrit une Lettre à Achille Collin qui est à la base d'une grande pétition en 1919 en faveur du breton.
Jean-Pierre Hyacinthe Calloc'h est mort pour la France, « tué à l'ennemi », son nom figure au Panthéon avec les 546 écrivains morts au champ d'honneur. Dans son manuscrit Prière du Guetteur, il précise : « Songez que nous serons tombés, non pas pour la Justice ou la Liberté dont la République Française s'est moquée tout autant que l'Empire Allemand, mais pour le rachat de notre terre et puis pour la beauté du monde. »

## Hommages
En Bretagne, de nombreuses municipalités ont donné une rue à son nom, notamment à Pontivy depuis 1998, mais aussi dans d'autres communes du Morbihan comme à Groix son île natale, Quiberon, Vannes, Caudan, Pont-Scorff, Belz, Guidel, Plouay, Le Faouët, Questembert, Réguiny, Le Bono et un boulevard à Lorient. Également dans le Finistère à Brest, Quimper, Douarnenez, Saint-Martin-des-Champs, Guipavas, Lesneven, Plouvien, Plabennec, dans les Côtes-d'Armor à Guingamp et en l'Ille-et-Vilaine à Pacé et à Rennes où une rue perpendiculaire à la rue de Lorient porte son nom depuis 1949.
Un navire anciennement exploité par la Compagnie morbihannaise et nantaise de navigation et assurant la liaison vers l'île de Groix et Belle-Île-en-Mer porte le nom de Jean-Pierre Calloch depuis 1970.
Un collège de Locminé porte son nom.
Le Monument à Jean-Pierre Calloc'h du sculpteur Jean Gilles a été érigée en 1967 à Groix.

## Publications
- Mem bro (1900)
- Mor du (1900)
- Plaintes (février 1902)
- L'Orphelin de la côte (février 1902)
- La Dernière Parole de Jésus (mars 1902)
- Ker-Is (avril 1902)
- Les Filles de Groix (1902)
- Ar mor (1902)
- La Légende de sainte Catherine (25 novembre 1904)
- Le Prêtre (1904)
- Barde et Prêtre (1904)
- Au son de la harpe (1904)
- Hirvoud (1905)
- Dihunamb ! (1905)
- Sant Eugen (12 juillet 1905)
- Huneeh (1905)
- Kan-Bale er chouanted (1905)
- Au grand outrage (10 mars 1906)
- Mon île adorée (1906)
- Er flamanked (1906)
- En neu veuer (1906)
- Gourhemen a houil mat (13 juillet 1907)
- Kenevo soudard Breih (1907)
- Complainte de M. Noël (1907)
- Gouil mat ! (15 août 1907)
- Nendeleg en harlu (1907)
- Er voraerion (1908)
- Merhed Groai (1908)
- Kanenn Nedeleg, dans Dihunamb no 8-9, 1908-1909
- Pardonet d'emb hun Offanseu (1909)
- En eutreu Uzel, person Groé (1695-1717) (1909)
- Étude sur la boussole bretonne (1910)
- Au barde-rieur (1911)
- Les Tueurs du Breton (1911)
- Ar en deulin (1913, publié après la guerre)
- Les Pêcheurs bretons en Mauritanie
- Les P'tits Poilus de 1915 (1915)
- À genoux, 1921 (publication posthume par son ami Pierre Mocaër)
- « Lettres de Yann-Ber Kalloc'h à sa mère », dans Études Celtiques no 31, 1995, p. 225-259

### Œuvres
- (br) Guerzenneu brehonek. Raglavar get J. Loth. Tonnieu, skedenneu ha notenneu. Molladen reihet aveit mat, En Oriant (Lorient), Dihunamb, 1935.  — trois pièces ne figurant pas dans la première édition ont été introduites ici.

### Interprétation deMe zo ganet e kreiz ar mor
- Jef Le Penven a adapté le poème Me zo ganet e kreiz ar mor en musique, chanson qui sera interprétée par de nombreux artistes bretons (Gilles Servat, Alan Stivell…).